# 1706

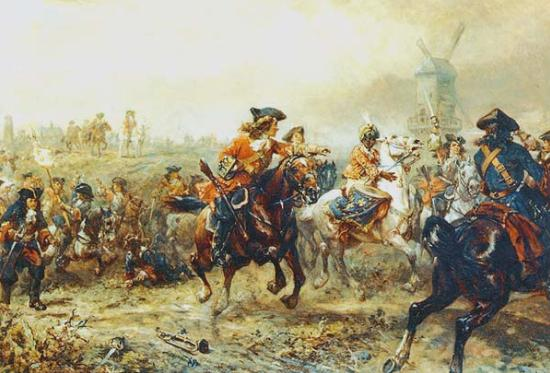
Slag bij Ramillies

Het jaar 1706 is het 6e jaar in de 18e eeuw volgens de christelijke jaartelling.

## Gebeurtenissen
mei
- 23 - Slag bij Ramillies: Engeland en Nederland verslaan Frankrijk in een van de belangrijkste veldslagen van de Spaanse Successieoorlog.

augustus
- 12 - In Rolde wordt bij een opgraving een hunebed gevonden.

september
- september - De Oostenrijkse bevelhebber prins Eugenius van Savoye jaagt de Fransen uit Milaan, dat daarmee keizerlijk bezit wordt.
- september - Nadat de troonstrijd in Bantam is beëindigd, kan de VOC genoeg troepen vrij maken om zich in de Eerste Javaanse Successieoorlog te mengen.

december
- 6 - Op Oost-Java sneuvelt Surapati in de strijd tegen de VOC.
- december - De Chinese keizer Kangxi geeft het bevel dat voor missionarissen voortaan een certificaat, een piao, vereist is om in China te kunnen blijven. Deze piao

zal alleen verstrekt worden aan missionarissen die bereid zijn te verklaren dat zij zullen werken volgens de regels van Matteo Ricci. 
zonder datum
- Dendermonde wordt door Engelse troepen in puin geschoten.
- In het boek A New Introduction to Mathematics van William Jones wordt het symbool π het eerst gebruikt voor de wiskundige constante pi.

## Muziek
- François Couperin schrijft het duet Jean s'en alla comme i'il e'toit venu
- De Franse componist Marin Marais schrijft de opera Alcyone

## Bouwkunst

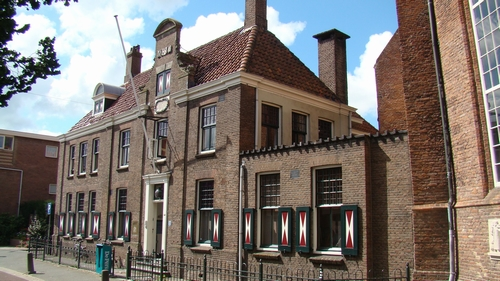
Raadhuis, Krommenie (1706)

## Geboren
januari
- 17 - Benjamin Franklin, Amerikaans politicus en wetenschapper (overleden 1790)

november
- 11 - Frederik Willem II van Nassau-Siegen, vorst van Nassau-Siegen (overleden 1734)

december
- 16 - Alexander Comrie, Schots-Nederlands predikant en theoloog (overleden 1774)
- 17 - Gabrielle Émilie Le Tonnelier de Breteuil, marquise du Châtelet (overleden 1749)

## Overleden
januari
- 21 - Adrien Baillet (56), Frans priester, bibiliothecaris en geleerde

maart
- 3 - Johann Pachelbel (52), Duits barokorganist en -componist

juni
- 30 - Jacques Boyvin (~53), Frans componist en organist

augustus
- 5 - Maria van Berckel, (74), Nederlands ruwaardin; echtgenote van Cornelis de Witt

oktober
- 26 - Andreas Werckmeister (60), Duits organist, orgelbouwer en muziektheoreticus

december
- 12 - Christiaan Lodewijk van Waldeck-Wildungen (71), Duits graaf
- 28 - Pierre Bayle (59), Frans hugenoot

datum onbekend
- Tielman van Gameren (74), Nederlands architect in Polen